# Kolmenkannanluodot
Kolmenkannanluodot är en ö i Finland. Den ligger i sjön Saimen och i kommunen Taipalsaari i den ekonomiska regionen  Villmanstrands ekonomiska region  och landskapet Södra Karelen, i den södra delen av landet, 210 km nordost om huvudstaden Helsingfors. Öns area är 0,5 hektar och dess största längd är 150 meter i öst-västlig riktning.  Notera att namnet antyder att det är fråga om flera öar.